# Torture (album)
Pour les articles homonymes, voir Torture (homonymie).
Albums de Cannibal Corpse
Evisceration Plague
(2009) A Skeletal Domain
(2014)
Singles
1. Demented Aggression
Sortie : 16 janvier 2012

Torture est le douzième album studio du groupe de brutal death metal américain Cannibal Corpse, sorti le 13 mars 2012. Metacritic, en se basant sur sept critiques, lui donne la note de 81 sur 100.

## Liste des titres
| No  | Titre                        | Durée |
| --- | ---------------------------- | ----- |
| 1.  | Demented Aggression          | 3:14  |
| 2.  | Sarcophagic Frenzy           | 3:42  |
| 3.  | Scourge of Iron              | 4:44  |
| 4.  | Encased in Concrete          | 3:13  |
| 5.  | As Deep As the Knife Will Go | 3:25  |
| 6.  | Intestinal Crank             | 3:54  |
| 7.  | Followed Home Then Killed    | 3:36  |
| 8.  | The Strangulation Chair      | 4:09  |
| 9.  | Caged...Contorted            | 3:53  |
| 10. | Crucifier Avenged            | 3:45  |
| 11. | Rabid                        | 3:04  |
| 12. | Torn Through                 | 3:11  |